# Diätkoch
Der Diätkoch (engl. Certified Dietary Chef) ist eine gastgewerbliche Aufstiegsfortbildung. Sie stellt zugleich eine Spezialisierung des Koches auf die Behandlung ernährungsbedingter Krankheiten im Rahmen der Ernährung dar.

## Deutschland
Grundsätzlich werden drei verschiedene Abschlüsse unterschieden:
- Geprüfter Diätkoch vor einer Industrie- und Handelskammer
- Diätetisch geschulter Koch vor der Deutsche Gesellschaft für Ernährung e. V.

Jede der drei Prüfungen weist besondere Merkmale auf, die es bei der Wahl des richtigen Abschlusses zu berücksichtigen gilt. So stellt der Diätkoch (IHK) einen öffentlich-rechtlich anerkannten Abschluss dar, gilt jedoch inhaltlich als ständig veraltet, da die Prüfungsfragenkataloge in der Regel nur alle fünf bis sieben Jahre aktualisiert werden. Der diätetisch geschulte Koch (DGE) gerät zunehmend in die Kritik, da moderne krankheitsbildorientierte Forschungsergebnisse den Ernährungsempfehlungen der DGE zuwiderlaufen. Der Certified Dietary Chef (BA) ist einerseits der einzige international ausgerichtete Abschluss und orientiert sich an den modernsten wissenschaftlichen Erkenntnissen, stellt jedoch keinen öffentlich-rechtlich anerkannten Abschluss dar, wie es vor einer IHK der Fall ist. Als Kompromiss kann in einem sogenannten IHK-BA-Doppeldiplom innerhalb eines Lehrganges sowohl der Diätkoch (IHK) als auch der Certified Dietary Chef (BA) abgelegt werden.
Die Fortbildung zum Diätkoch umfasst stets einen theoretischen und einen fachpraktischen Lehrgangsteil. Der theoretische Teil beinhaltet unter anderem Ernährungslehre (Lebensmittelbestandteile, Energiebilanzen, Kostformen, Ernährung), Anatomie (Zusammenhänge der Physiologie des Menschen, Organe und deren Funktionen, Erkrankungen und Krankheitsbilder) und Diätetik (Kostplanerstellung für Menüs und Tagespläne, Nährwertberechnungen). Der darauf folgende fachpraktische Teil umfasst den praktischen Umgang mit ernährungsbedingten Krankheiten. Hier werden detaillierte, auf den Patienten abgestimmte Kostpläne und Menüs erstellt, die dann in die Praxis umgesetzt werden müssen. Die Fortbildung kann in Vollzeit oder berufsbegleitend absolviert werden und dauert in der Regel zwischen 2 und 10 Monaten. Seine Kenntnisse wendet der Diätkoch speziell in Krankenhäusern, Altenheimen, Pflegeheimen, Seniorenheimen, Kindertagesstätten wie auch in der gehobenen Gastronomie an.
Der Beruf weist Parallelen zum Diätassistenten auf. Im Gegensatz zum Diätkoch handelt es sich dabei jedoch um einen Heilberuf.

## Schweiz
In der Schweiz ist der Diätkoch seit 2022 eine Ausbildung, wo man einen eidgenössischen Fachausweis erhalten kann.
Früher gab es die Zusatzlehre Diätkoch EFZ, die wie der eidgenössische Fachausweis auf der Lehre Koch EFZ basiert. Einen verkürzten vollwertigen Fachausweis kann man erhalten, wenn man zuvor den Diätkoch EFZ absolviert hat.